# Walentyna Bolschowa
Walentyna Bolschowa (ukrainisch Валентина Большова, engl. Transkription Valentyna Bolshova, geb. Масловська – Maslowska – Maslovska; * 30. Januar 1937 in Odessa; † 21. Mai 2023 in Palafrugell, Spanien) war eine ukrainische Sprinterin und Hürdenläuferin, die für die Sowjetunion startete. Ihre Tochter Olga Bolșova war ebenfalls als Leichtathletin aktiv und ihre Enkelin Aliona Bolsova ist als Tennisspielerin aktiv.
Bei den Europameisterschaften 1958 in Stockholm siegte sie in der 4-mal-100-Meter-Staffel, wurde Sechste über 100 Meter und schied über 80 Meter Hürden im Halbfinale aus.
Zwei Jahre später erreichte sie bei den Olympischen Spielen 1960 in Rom über 200 Meter das Halbfinale und wurde in der 4-mal-100-Meter-Staffel Vierte.
Bei den Europameisterschaften 1962 in Belgrad wurde sie Fünfte über 200 Meter. In der 4-mal-100-Meter-Staffel wurde sie im Finale mit dem sowjetischen Team disqualifiziert.
Nach ihrer Heirat mit dem Hochspringer Wiktor Bolschow gewann sie bei den Europameisterschaften 1966 in Budapest mit der sowjetischen 4-mal-100-Meter-Stafette Bronze. Über 200 Meter schied sie im Halbfinale und über 100 Meter im Vorlauf aus.
Bei den Europäischen Hallenspielen 1967 in Prag siegte sie mit der 4-mal-150-Meter-Stafette und mit der gemischten 1500-Meter-Stafette.

## Persönliche Bestzeiten
- 100 m: 11,6 s, 1. Mai 1960, Naltschik
- 200 m: 23,8 s, 14. September 1962, Belgrad
- 80 m Hürden: 10,8 s, 24. Juni 1960, Kischinjow